# 西湖博览会博物馆
西湖博览会博物馆位于中国浙江省杭州市西湖区北山路41-42号。

## 历史
前身为第一届西湖博览会工业馆，为现存唯一的1929年西湖博览会专业场馆。建筑由知名建筑师盛承彦和孙炳章设计，正立面模仿西方古典建筑，内部则为木桁架结构，为浙江省近代保留下来的少数大跨度公共建筑之一。第一届西湖博览会结束后，建筑曾一度作为民居，2003年改建为博物馆。2005年3月16日，建筑被列入浙江省文物保护单位。2019年10月16日，由中华人民共和国国务院以“第一届西湖博览会工业馆旧址”之名公布为第八批全国重点文物保护单位。
博物馆展览分为“序·一九二九年的杭州”、“在杭州举办一场博览会”、“西博会八馆二所三处”、“现代西博”四部分，藏品大都来自民间捐献。

## 图片

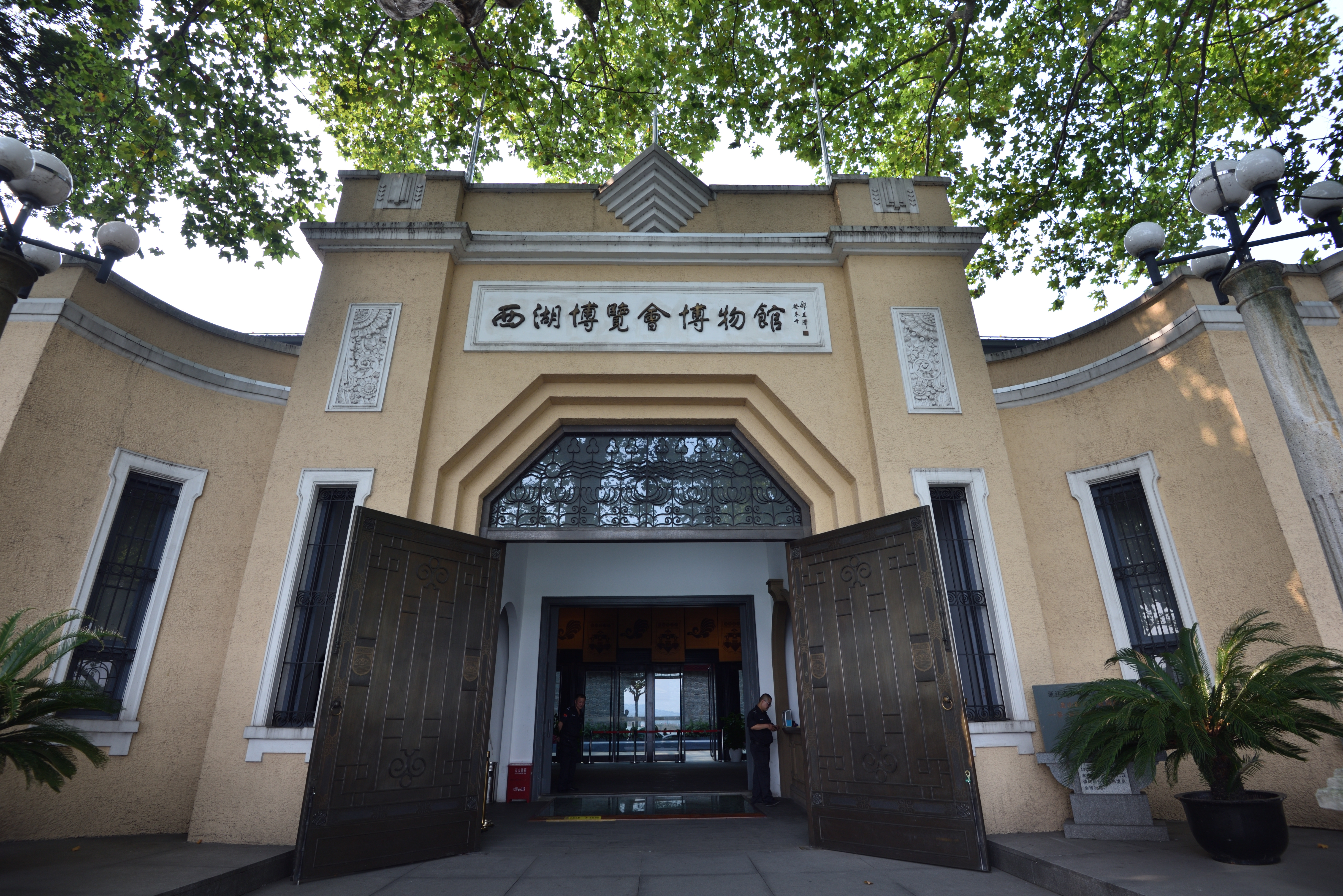
博物馆入口
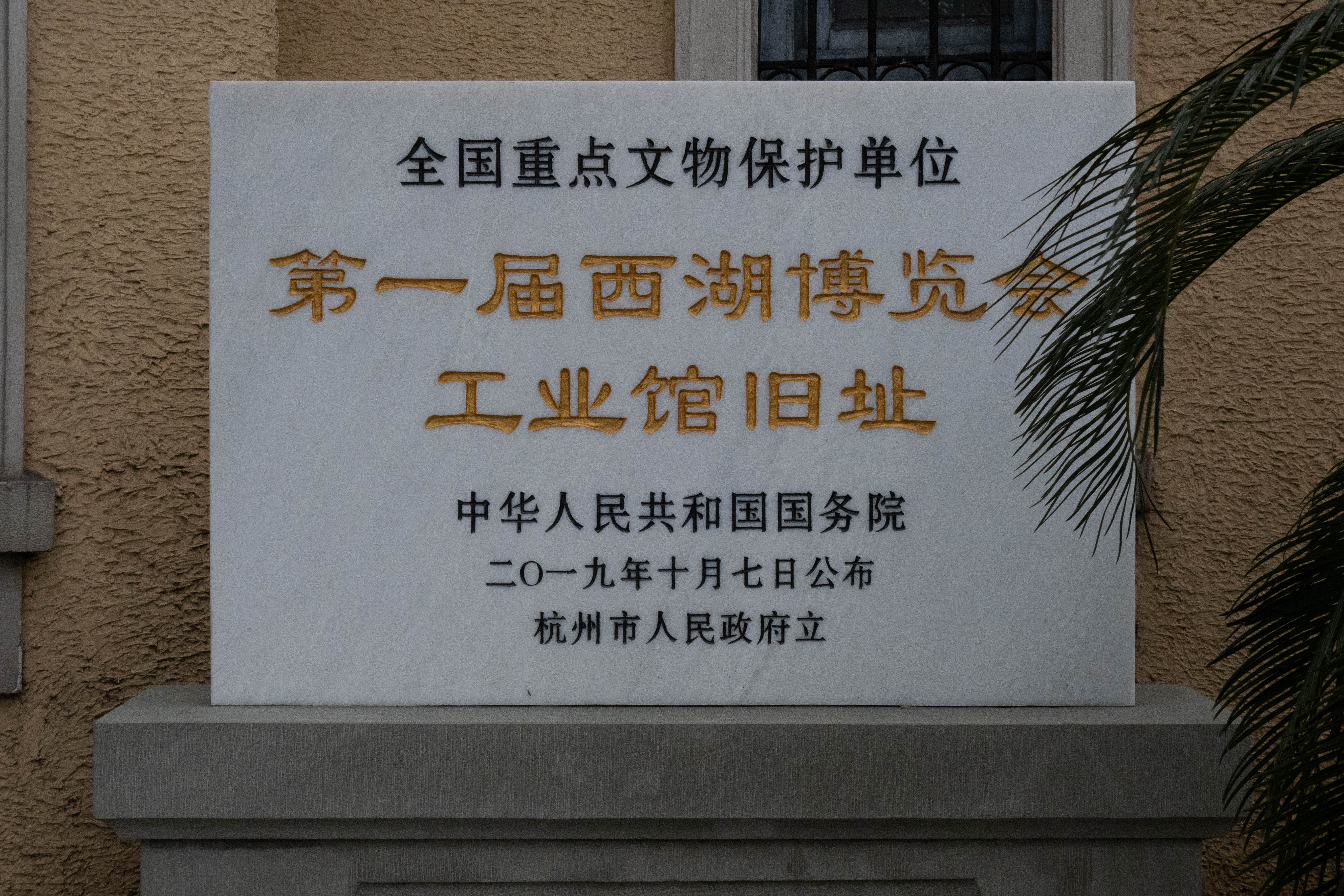
全国重点文物保护单位碑
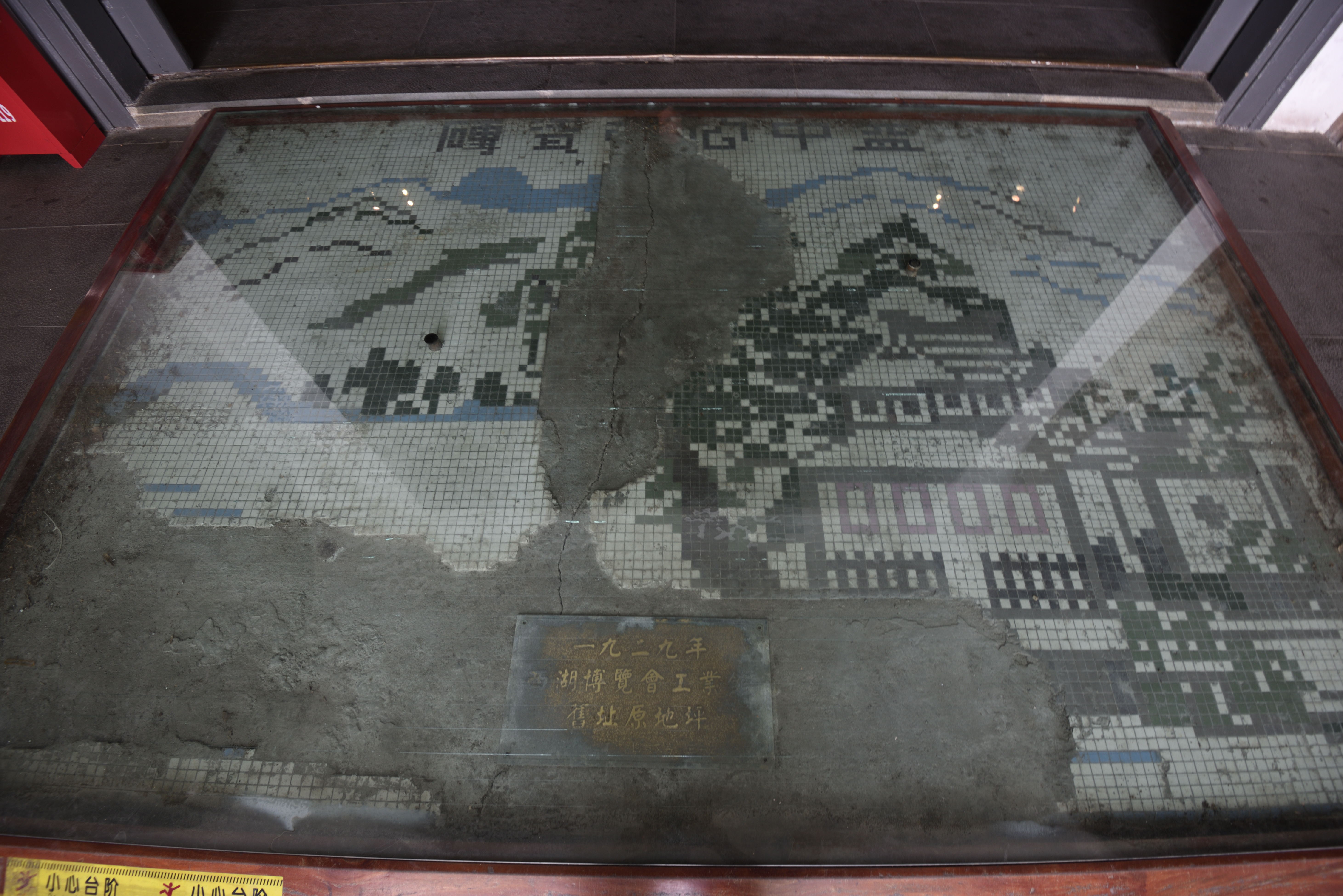
入口处的西博会工业馆原地坪
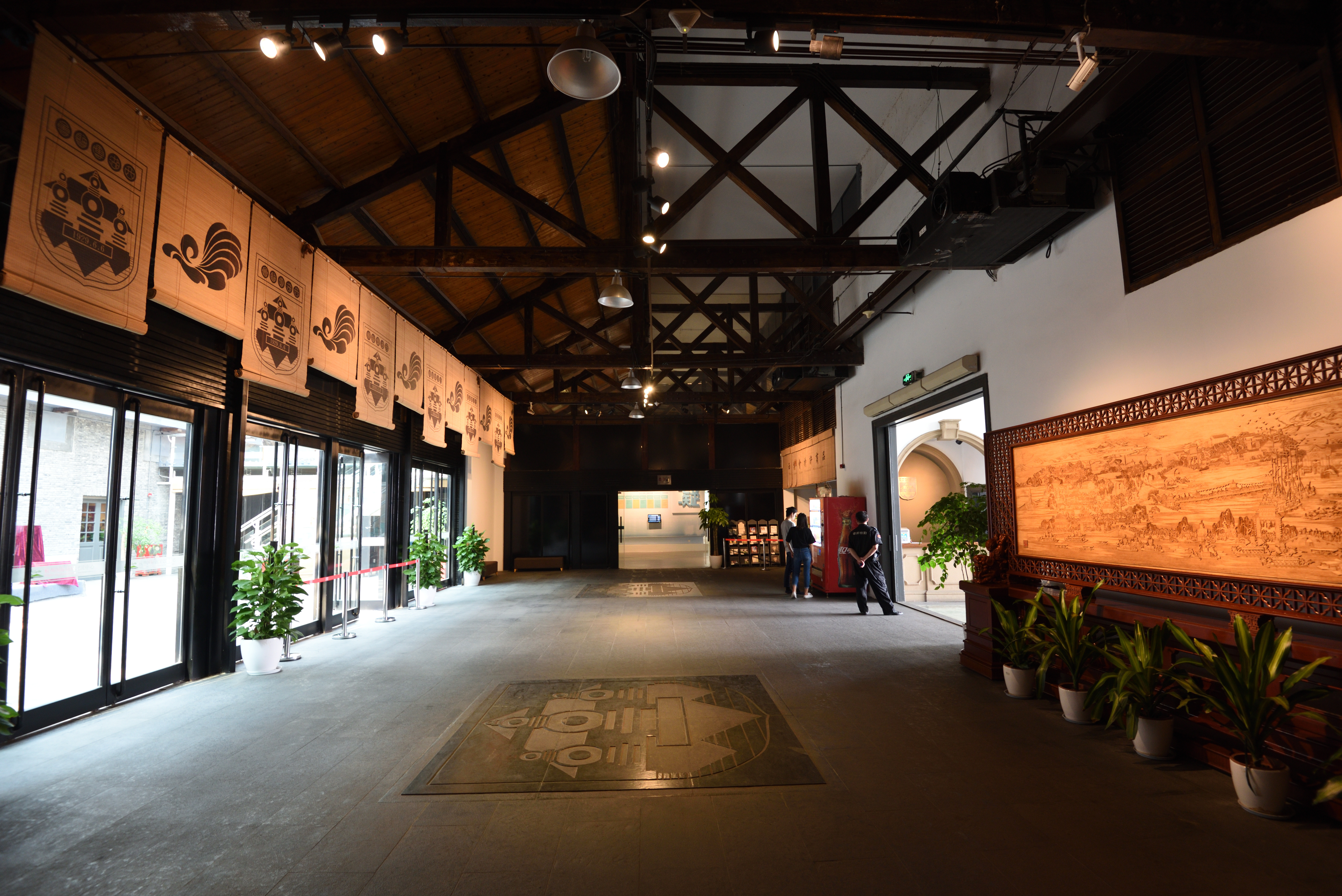
博物馆内部桁架结构

## 交通
杭州地铁3号线黄龙洞站